# کریسی سور سر
کریسی سور سر (به فرانسوی: Crécy-sur-Serre) یک کمون (فرانسه) در فرانسه است که در ان (ا-دو-فرانس) واقع شده‌است. کریسی سور سر ۱۷٫۹ کیلومتر مربع مساحت دارد ۶۲ متر بالاتر از سطح دریا واقع شده‌است.